# Aaron Hoffman
Aaron Hoffman (St. Louis, 31 ottobre 1880 – New York, 27 maggio 1924) è stato uno sceneggiatore, paroliere, commediografo e regista statunitense il cui lavoro venne utilizzato molto spesso dagli artisti di vaudeville dell'epoca.
Scrisse per molti comici, tra cui Lew Dockstader, star del palcoscenico di rivista e popolare blackface minstrel, e per la coppia formata da Joe Weber e Lew Fields. Fu un autore di successo rappresentato spesso a Broadway e sceneggiatore per il cinema. Negli anni dieci, firmò alcune sceneggiature per i film di Olga Petrova, una star del muto e collaborò con Herbert Blaché e Alice Guy.

## Filmografia
- Shadows of a Great City, regia di Frank Wilson (1913)
- The Tigress, regia di Alice Guy (1914)
- The Shadows of a Great City, regia di Herbert Blaché (1915)
- The Heart of a Painted Woman, regia di Alice Guy (1915)
- The Shooting of Dan McGrew, regia di Herbert Blaché (1915)
- The Song of the Wage Slave, regia di Herbert Blaché, Alice Guy (1915)
- My Madonna, regia di Alice Guy (1915)
- The Politicians, regia di Bert Angeles (1915)
- The Lure of Heart's Desire, regia di Francis J. Grandon (1916)
- The Soul Market, regia di Francis J. Grandon (1916)
- Vanity, regia di John B. O'Brien (1916)
- Playing with Fire, regia di Francis J. Grandon (1916)
- The Spell of the Yukon, regia di Burton L. King (1916)
- The Scarlet Woman, regia di Edmund Lawrence (1916)
- The Eternal Question, regia di Burton L. King (1916)
- The Devil at His Elbow, regia di Burton L. King (1916)
- The Weakness of Strength, regia di Harry Revier (1916)
- A Woman's Fight, regia di Herbert Blaché (1916)
- A Million for Mary, regia di Rae Berger (1916)
- The Sable Blessing , regia di George L. Sargent
- Bluff, regia di Rae Berger (1916)
- Extravagance, regia di Burton L. King (1916)
- The Gilded Youth, regia di George L. Sargent (1917)
- Glory, regia di Francis J. Grandon, Burton L. King (1917)
- Beloved Rogues
- The Secret of Eve
- The Clock, regia di William Worthington (1917)
- Nothing But Lies
- Welcome Stranger
- The Cohens and Kellys
- Give and Take, regia di William Beaudine (1928)
- The Cohens and Kellys in Atlantic City
- The End of the World, regia di Bradley Barker - cortometraggio (1929)

Didascalia: "B.E. Forrester presents Yorke & Adams in the musical comedy success Bankers and brokers by Aaron Hoffman"

- Amichevole rivalità
- Isidor Comes to Town